# Wil Wheaton
Richard William "Wil" Wheaton III (født 29. juli 1972 i Burbank, Californien) er en amerikansk skuespiller og forfatter. Han er kendt for sin rolle i den amerikanske tv-serie Star Trek: The Next Generation, hvor han spiller Wesley Crusher. Han gæsteoptræder desuden i The Big Bang Theory, Eureka og internetserien The Guild.